# سون فنگوو
سون فنگوو (انگلیسی: Sun Fengwu؛ زادهٔ ۱۹ مارس ۱۹۶۲) بازیکن سابق و مربی بسکتبال اهل چین است. وی در بازی‌های المپیک تابستانی ۱۹۸۴، ۱۹۸۸ و ۱۹۹۲ شرکت کرده‌است.